# Giuseppe Cerulli Irelli (senatore)
Giuseppe Cerulli Irelli (Teramo, 7 luglio 1905 – 8 novembre 1987) è stato un politico e ambasciatore italiano, Senatore della Repubblica nella I, II e III legislatura.

## Biografia
Nato nel 1905 a Teramo da Pasquale (figlio del deputato Giuseppe Cerulli Irelli) e Marianna Tenerelli, compì gli studi accademici presso l'Università degli Studi di Roma "La Sapienza", laureandosi nel 1928 in giurisprudenza e nel 1930 in scienze politiche. Entrò in carriera diplomatica nel 1934, ricevendo l'incarico di vice console nel 1935 a Buenos Aires; nel 1937 fu trasferito a Sfax, nel 1938 a Giannina, rientrò al ministero nel 1941, nel 1945 fu inviato presso la Santa Sede e nel 1946 tornò nuovamente al ministero.
Fu eletto al Senato della Repubblica nel collegio Teramo alle Elezioni politiche in Italia del 1948 per la I legislatura; fu confermato nel seggio anche per le due successive elezioni, mantenendo la carica fino al 1963. Durante le tre legislature fu membro di diverse Commissioni permanenti (la 3ª Affari esteri dal 1948 al 1963, con ruolo di segretario dal 1953 al 1958, la 4ª Difesa dal 1960 al 1962 e la 7ª Lavori pubblici e comunicazioni nel 1958), così come di Commissioni speciali. Facente parte dell'Assemblea parlamentare del Consiglio d'Europa, è stato membro supplente dal 1954 al 1959 e poi rappresentante dal 1959 al 1961; fu inoltre membro dell'Assemblea parlamentare europea per un breve periodo nel 1958 e poi del Parlamento europeo dal 1962 al 1963. Tra il 1960 e il 1962 fu Sottosegretario di Stato per il bilancio nel governo Fanfani III.
Rientrato in carriera diplomatica, fu ambasciatore a Lisbona dal 1964 al 1971. Morì nel 1987.